# アンディ・コール
アンドリュー・アレクサンダー・"アンディ"・コール（Andrew Alexander "Andy" Cole, 1971年10月15日 - ）は、イギリス・ノッティンガム出身の元サッカー選手。元イングランド代表。現役時代のポジションはフォワード。

## 経歴
1989年、アーセナルFCでプロデビュー。1993年にニューカッスル・ユナイテッドFCに移籍し34得点を挙げ得点王に。1994年にはマンチェスター・ユナイテッドに移籍し、容姿、プレイスタイルが似たドワイト・ヨークとのコンビは「ホットセット」と呼ばれ、トレブル（三冠）を始め、数々のチームタイトルを獲得した。
2008年、レギュラーポジションを確保されなかったことなどを理由にノッティンガム・フォレストFCを10月いっぱいで退団。翌月にそのまま現役を引退した。
現役引退後は、解説業や古巣マンチェスター・ユナイテッドの大使を務めている。
また息子のデバンテ・コールもサッカー選手であり、父親の古巣のマンチェスター・ユナイテッドではなく、そのライバルのマンチェスター・シティの下部組織で育っている。

## 選手経歴
- アーセナルFC　1989-1992

→  フラムFC　1991 (loan)
- ブリストル・シティFC　1992-1993
- ニューカッスル・ユナイテッドFC　1993-1994
- マンチェスター・ユナイテッドFC　1994-2001
- ブラックバーン・ローヴァーズFC　2001-2004
- フラムFC　2004-2005
- マンチェスター・シティFC　2005-2006
- ポーツマスFC　2006-2007

→  バーミンガム・シティFC　2007 (loan)
- サンダーランドAFC　2007-2008

→  バーンリーFC　2008 (loan)
- ノッティンガム・フォレストFC　2008